# Chiesa di Sant'Alfredo il Grande
La chiesa di Sant'Alfredo il Grande (in inglese Church of St Alfred the Great), o in modo più esteso chiesa di Sant'Alfredo il Grande della Sassonia occidentale, è un ex luogo di culto anglicano che si trova nel villaggio di Monkton Deverill di Kingston Deverill, parrocchia civile della contea del Wiltshire nel Sud Ovest dell'Inghilterra, Regno Unito. Risale al XIII secolo, rientrava nella diocesi di Salisbury ed è considerato dall'English Heritage un monumento classificato di seconda categoria per il suo particolare interesse storico e architettonico.

## Storia

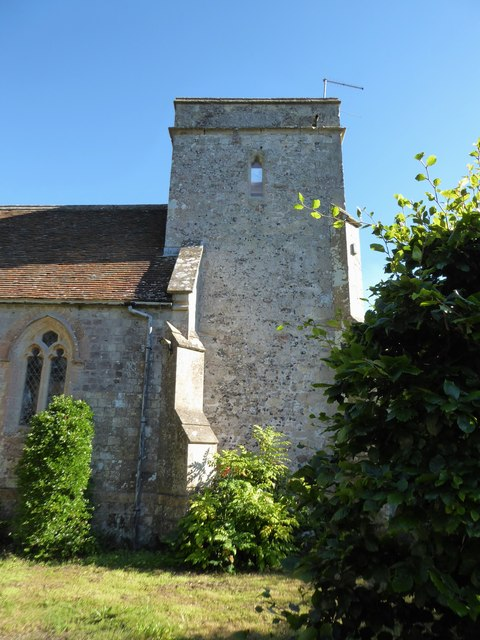
Torre della chiesa di Sant'Alfredo il Grande

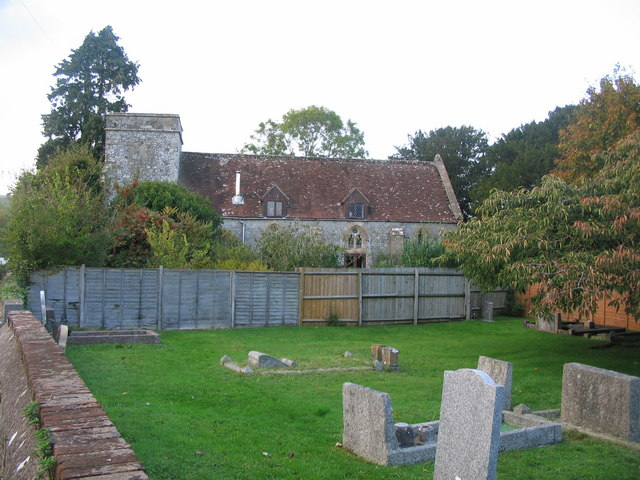
Cimitero della comunità accanto all'edificio della chiesa ma da questo separato con una recinzione

La ex chiesa parrocchiale anglicana venne edificata a partire dal XIII secolo, e la torre che ci è pervenuta risale a tale periodo. Nel XIX secolo fu oggetto di una ricostruzione nel 1845 e poco più di un secolo più tardi, nel 1970, questa chiesa fu dichiarata inutilizzabile, venne sconsacrata e divenne un'abitazione civile.

## Descrizione
L'English Heritage ha inserito dall'11 settembre 1968 la ex chiesa di Sant'Alfredo il Grande a Monkton Deverill tra gli edifici storici come monumento classificato di seconda categoria col numero 1200634. Il luogo di culto apparteneva alla diocesi di Salisbury.

### Esterni
La ex chiesa parrocchiale anglicana si trova nell'abitato del villaggio di Monkton Deverill a Kingston Deverill nella contea del Wiltshire nel Sud Ovest dell'Inghilterra, Regno Unito. 
La torre del XIII secolo è la parte più antica della struttura e il resto è stato riedificato nel 1845 da T. H. Wyatt utilizzando come materiale da costruzione pietra di macerie. Il tetto è coperto con tegole. La pianta è formata da navata e presbiterio senza discontinuità, con la torre a ovest e il portico a sud. Il portico sud è a capanna con portale a sesto acuto a doppia smussatura, con orlo a corona. Il lato sud della navata presenta tre finestre a due luci in stile gotico inglese con cornici. L'estremità est presenta contrafforti diagonali e una finestra a tre luci sempre in stile gotico inglese con cornici. Il lato nord della navata presenta due finestre a due luci e una monofora a cuspide a sinistra, dove si trova la sagrestia addossata con una finestra a due luci in stile XVI secolo con cornici e un camino in pietra squadrata smussata. Il presbiterio prende luce da una monofora a cuspide. La torre ovest si alza su due piani e presenta contrafforti diagonali, una finestra a tre luci in stile gotico inglese a ovest e un cordone modanato che conduce alla cella campanaria che si apre con una finestra a una luce a cuspide ogivale. Il parapetto è semplice con cimasa a sella.

### Interni
L'interno è stato sgomberato negli anni settanta del XX secolo quindi non conserva alcun arredo sacro. La navata è unica a quattro campate ed è unita al presbiterio. Il soffitto presenta capriate a collare e tiranti rinforzati da archi su mensole in pietra. L'arco della torre è a doppia smussatura e la trave che arriva fino al soffitto del primo piano reca la data e le iniziali: "17. IBB 02". Gli unici elementi decorativi residui comprendono alcuni banchi del XIX secolo rimasti, un dossale in pietra calcarea con arcate cieche e una campana del 1703 sul pavimento del presbiterio. La chiesa è stata dichiarata vuota al momento del sopralluogo.